# Лемшвениера
Лемшвениера (груз. ლემშვენიერა) — село в Грузии, на территории Гардабанского муниципалитета края (мхаре) Квемо-Картли.

## География
Село находится в юго-восточной части Грузии, к северу от озера Джандари, на расстоянии приблизительно 7 километров (по прямой) к востоку от города Гардабани, административного центра муниципалитета. Абсолютная высота — 321 метр над уровнем моря.

## Население
По результатам официальной переписи населения 2014 года в Лемшвениере проживало 1642 человека (795 мужчин и 847 женщин). В национальной структуре населения грузины составляли 97,2 %, азербайджанцы — 1,8 %.
| Год  | Население, человек |
| ---- | ------------------ |
| 2002 | 1931               |
| 2014 | ↘ 1642             |